# Barrio de En Medio
Barrio de En Medio är en ort i Mexiko.   Den ligger i kommunen Matlapa och delstaten San Luis Potosí, i den sydöstra delen av landet, 210 km norr om huvudstaden Mexico City. Barrio de En Medio ligger 157 meter över havet och antalet invånare är 714.
Terrängen runt Barrio de En Medio är varierad. Runt Barrio de En Medio är det ganska tätbefolkat, med 67 invånare per kvadratkilometer. Närmaste större samhälle är Tamazunchale, 9,8 km sydost om Barrio de En Medio. I omgivningarna runt Barrio de En Medio växer huvudsakligen savannskog.